# Nova Gullberg Zetterstrand
Nova Gullberg Zetterstrand, född 1984, är en svensk författare, översättare och redaktör.

## Författarskap
Nova Gullberg Zetterstrand har gett ut tre böcker i genren berättande dikt: "Medeltid. Journaler" (Bokförlaget Faethon, 2022), "I utlandet" (Modernista, 2014) och "Cal" (Modernista, 2008).
Gullberg Zetterstrand bidrog med dikten ”Av de två” till antologin "Att göra av med sig själv. Texter om författarsjälvmord", utgiven av förlaget Eolit, 2007.
Tillsammans med Athena Farrokhzad skrev hon diktsviten "Fiskfantasier", publicerad i tidskriften 00-tal, nr 24/25, 2007.
Nova Gullberg Zetterstrand skrev förordet till 2018 års nyutgåva av Marguerite Duras "Hiroshima min älskade" ("Hiroshima mon amour") i Marianne Lindströms översättning.

## Översättning
Tillsammans med Henrik Petersen har hon översatt Antoine de Saint-Exupérys barnboksklassiker "Den lille prinsen" ("Le petit prince"), utgiven på Modernista, 2015.